# Саркисов, Семён Александрович
Семён Александрович Саркисов (8 [20] февраля 1895, Шуша Елизаветпольская губерния Российская империя — 13 декабря 1971, Москва СССР) — советский невроморфолог и нейрофизиолог, академик АМН СССР (1948-71).

## Биография
Родился Семён Саркисов 20 февраля 1895 года в Шуше. Вскоре после рождения переехал в Москву и поступил в МГУ, который он окончил в 1923 году и остался там же в качестве научного сотрудника вплоть до 1925 года. Был комадирован администрацией МГУ на 2 года в длительную командировку в Берлин в Берлинский нейробиологический институт. Во время командировки, Саркисов участвовал в основании Институт мозга, а по возвращении в Москву в 1927 году совместно с тремя учёными открыл его и на протяжении года был научным сотрудником. В 1928 году был избран директором данного института, которую занимал 40 лет. С 1968 года — на пенсии.
Скончался 13 декабря 1971 года в Москве. Похоронен на Ваганьковском кладбище.
Сын — Донат Саркисов (1924—2000), патолог, академик АМН СССР, лауреат Государственной премии СССР и Государственной премии Российской Федерации.

## Научные работы
Основные научные работы посвящены морфологии и физиологии головного мозга.
- Одним из первым в СССР изучал зависимость электрических явлений в корковых структурах головного мозга от их клеточного строения.
- Организовал первую в СССР электроэнцефалографическую лабораторию.

## Научные труды и литература
- Саркисов С. А. Очерки по структуре и функции мозга, 1964.
- Саркисов С. А. Журн. невропатологии и психиатрии им. С. С. Корсакова, 1972, 72, вып. 4, с. 635—636.

## Список использованной литературы
- Биологи. Биографический справочник.— Киев.: Наук. думка, 1984.— 816 с.: ил